# Yan Pei-Ming
Yan Pei-Ming (chinesisch 严培明; * 1. Dezember 1960 in Shanghai) ist ein chinesischer Maler.

## Leben und Wirken
Yan Pei-Ming wuchs in der Zeit der Kulturrevolution in China auf (1966–1976). Er hat bereits mit 13 Jahren begonnen, zu zeichnen und zu malen. Aufgrund seines Talents wurde er von der Schule dafür eingesetzt, Propagandabilder von Mao Zedong und der Roten Garde zu malen. Mit 18 Jahren wollte er die Kunstakademie in Shanghai besuchen, doch aufgrund seines Stotterns wurde er abgelehnt. 1980 ging er zu seinem Onkel nach Paris, wurde dort aber ebenfalls nicht in die Akademie aufgenommen. Sein Onkel organisierte für ihn dann eine Anstellung als Tellerwäscher in einem Restaurant in Dijon. Er lernte tagsüber Französisch und arbeitete am Abend. 1982 begann er schließlich sein Studium an der  École des Beaux-Arts in Dijon, das er 1987 abschloss. Seit diesem Jahr entwickelte Ming größere und großformatige Malereien mit Mao Motiven, die 1991 in seiner ersten Einzelausstellung im Centre Pompidou zu sehen waren. Bald folgten Porträts von Menschen der unteren Gesellschaftsschichten und vom Rand der Gesellschaft: Gefangene, Prostituierte, obdachlose Kinder. Seine Themen sind seither brisante soziale und geopolitische Themen und er malt imaginäre oder reale Porträts von Toten oder von durch Katastrophen gezeichneten Menschen. Diesen stellt er oft Porträts von Mächtigen oder Berühmtheiten gegenüber: Papst,  Politiker, Schauspieler. Auch das Thema Landschaft ist für ihn von Bedeutung. Seit etwa 15 Jahren hat Yan Pei-Ming begonnen, Paraphrasen nach Meisterwerken der Kunstgeschichte zu malen: Goya, Leonardo, Velazquez. Er lebt und arbeitet in Dijon und Paris.
Yan Pei-Mings Werke sind vor allem für das meist ungewöhnlich große Format bekannt, sowie die auf wenige Farbtöne (Schwarz, Grau, Weiß, Rot) beschränkte Farbpalette und die dennoch erhaltene Plastizität dank eines virtuosen, pastosen und bisweilen gespachtelten Farbauftrags. Immer wieder schafft er es, seine Porträts zu politisieren. Zuerst bekannt geworden durch seine Bilder von Mao, arbeitete er über die Verquickung von Mythos, Politik und Autobiografie mit Bildern von Buddha und Bruce Lee und Selbstporträts. Zuletzt machte sein großformatiges Porträt von Dominique de Villepin, dem französischen Premierminister, von sich reden, das auf der von Villepin eingerichteten Triennale für französische Kunst zu sehen war.

## Filmdokumentation
- Filmbeitrag Musée du Louvre & Abu Dhabi Museum, Arte l‘Atelier

## Ausstellungen
- 2004: Yan Pei-Ming: The way of the dragon, Galerie Anne de Villepoix, Paris
- 2004–2005: Yan Pei-Ming: The way of the dragon, Kunsthalle Mannheim
- 2013: Yan Pei-Ming: Help Galerie Thaddaeus Ropac, Paris Marais.
- 2016: Oberes Belvedere, Wien.